# جستجو فرینگ
در علوم رایانه، جستجو فرینگ، یک الگوریتم پیمایش گراف است که کم هزینه‌ترین مسیر از گره معلوم تا یک گره مقصد را می‌دهد.

## تعریف الگوریتم
این الگوریتم، سطحی مابین الگوریتم‌های جست و جوی آگاهانهٔ آ* و نوعی عمیق کنندهٔ تکراری آ* می‌باشد. اگر x)g) هزینه مسیرهای طی شده از گره مشخص شده وx)h) تخمین بهینه (heuristic) هزینه مشخص شده تا هدف باشد، آنگاه داریم:
ƒ(x) = g(x) + h(x)
و h* هزینه فعلی و واقعی مسیر طی شده تا هدف است.
پس نسبتاً یک الگوریتم جست و جوی IDA* نیز داریم (:الگوریتمی که کوتاهترین مسیر را از یک گره مشخص شده تا هریک از گره‌های عضو مجموعه گره‌های هدف می‌یابد) که یک تابع جست و جوی بازگشتی عمق اول(DFS) از گره ریشه می‌سازد. هنگامی این الگوریتم متوقف می‌شود که یا گره هدف یافت شده یا به مقدار بیشینهٔ f برسیم. اگر بار اولی که به آستانهٔ بیشینهٔ f رسیدیم، گره هدف هنوز یافت نشده بود، آستانهٔ بیشینه افزایش میابد و الگوریتم دوباره تکرار شده و مجدداً جستجو می‌کند.
الگوریتم فرینگ با استفاده از ساختمان داده‌ای که در آن یک یا دو لیست پیوندی جهت اشاره به قسمت‌های مختلف درخت جستجو به الگوریتم IDA* بهبود بخشیده است. لیست now حاوی مکان فعلیه اشاره گر و لیست later حاوی نقاط طی شده اشاره گر است.
پس هنگام شروع از ریشهٔ درخت جستجوnow  شامل ریشه و  later خالی است. سپس الگوریتم یکی از دو عمل زیر را انجام می‌دهد:
- اگر F  ریشه بیشتر از مقدار آستانه تعیین شدهٔ F  باشد از لیست now حذف می‌شود و به انتهای لیست later الحاق شود به عبارتی ریشه را برای اشارهٔ بعدی نگه می‌داریم
- اگر F برابر یا کمتر از آستانه بود، ریشه را حذف کرده و فرزندان آن را به ابتدای لیست  now اضافه می‌کنیم
در انتهای یک پیمایش اشاره‌گر مقدار آستانه  F افزایش یافت، لیست  now  برابر با later و لیست later  خالی می‌شود.
یک تفاوت اصلی بین فرینگ و A* این است که در الگوریتم فرینگ محتوای لیست لزوماً چیده شده و به ترتیب نیستند. بر خلاف A* الگوریتم فرینج باید همان گره‌های قبلی را مجدداً رویت کند، اما هزینهٔ هر یک از این دیدارها مرتباً با بدترین حالت لگاریتمی زمان مرتب‌سازی لیست در A* مقایسه می‌شود.

## شبه کد
دو لیست now و later را در یک لیست دو پیوندی اجرا می‌کنیم، به طوریکه گره‌های قبل از گره فعلی مربوط به later و بقیه مربوط به now هستند. استفاده از یک آرایهٔ گره‌های از پیش اختصاص داده شده برای لیست، برای هر گره درصف، زمان دسترسی به هر گره را در الگوریتم مرتباً کاهش می‌دهد.
```
init
(
start
,
 
goal
)

    
fringe
 
F
 
=
 
s

    
cache
 
C
[
start
]
 
=
 
(
0
,
 
null
)

    
flimit
 
=
 
h
(
start
)

    
found
 
=
 
false

    
while
 
(
found
 
==
 
false
)
 
AND
 
(
F
 
not
 
empty
)

        
fmin
 
=
 
∞

        
for
 
node
 
in
 
F
,
 
from
 
left
 
to
 
right

            
(
g
,
 
parent
)
 
=
 
C
[
node
]

            
f
 
=
 
g
 
+
 
h
(
node
)

            
if
 
f
 
>
 
flimit

                
fmin
 
=
 
min
(
f
,
 
fmin
)

                
continue

            
if
 
node
 
==
 
goal

                
found
 
=
 
true

                
break

            
for
 
child
 
in
 
children
(
node
),
 
from
 
right
 
to
 
left

                
g_child
 
=
 
g
 
+
 
cost
(
node
,
 
child
)

                
if
 
C
[
child
]
 
!=
 
null

                    
(
g_cached
,
 
parent
)
 
=
 
C
[
child
]

                    
if
 
g_child
 
>=
 
g_cached

                        
continue

                
if
 
child
 
in
 
F

                    
remove
 
child
 
from
 
F

                
insert
 
child
 
in
 
F
 
past
 
node

                
C
[
child
]
 
=
 
(
g_child
,
 
node
)

            
remove
 
node
 
from
 
F

        
flimit
 
=
 
fmin

    
if
 
reachedgoal
 
==
 
true

        
reverse_path
(
goal
)

```

Reverse pseudo-code.
```
reverse_path
(
node
)

    
(
g
,
 
parent
)
 
=
 
C
[
node
]

    
if
 
parent
 
!=
 
null

        
reverse_path
(
parent
)

    
print
 
node

```